# Trilogy
Trilogy — третій студійний альбом англійської групи Emerson, Lake & Palmer, який був випущений 6 липня 1972 року.

## Композиції

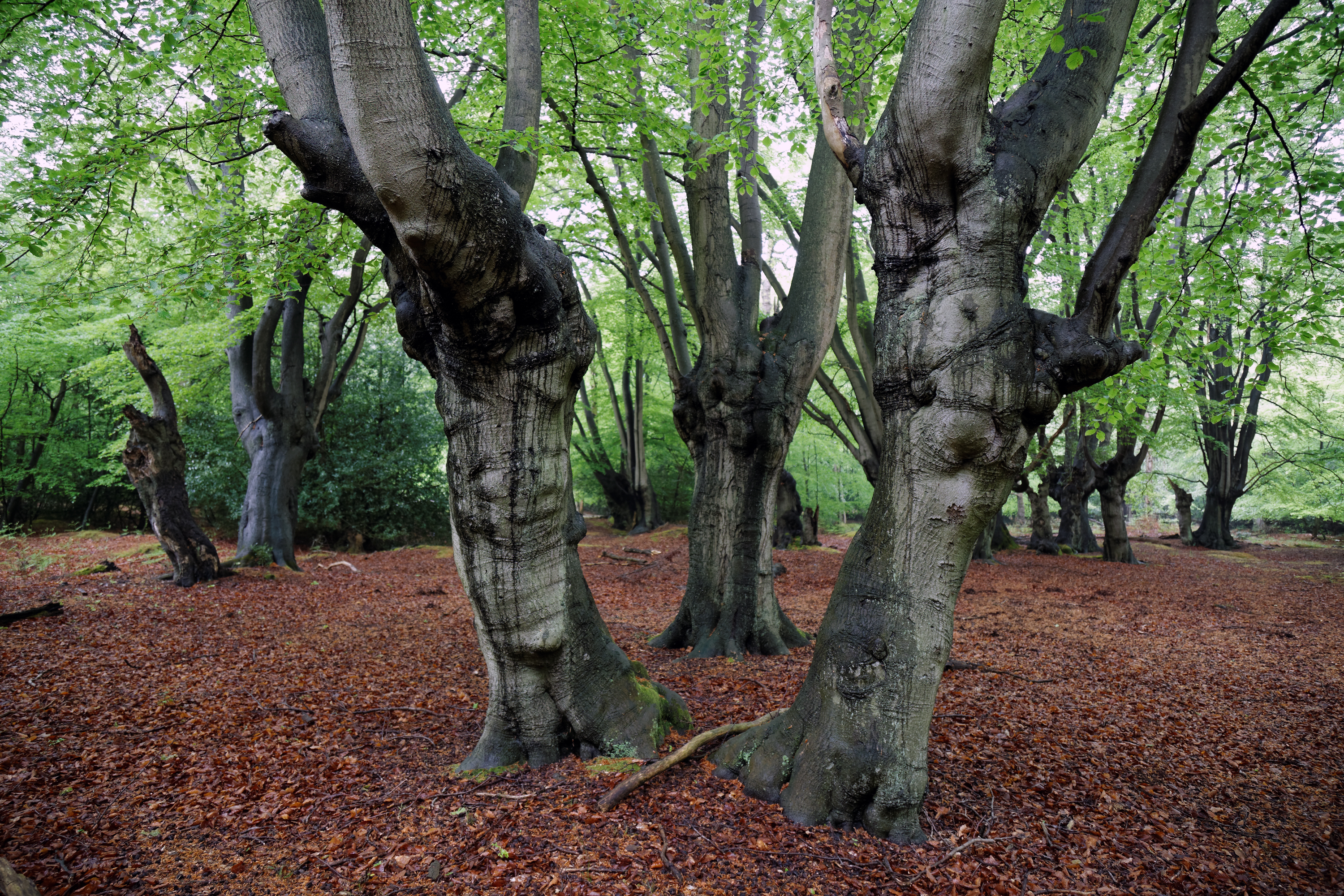
Stedet i Epping Forest hvor bildene til innsiden av det originale platecoveret ble tatt

1. The Endless Enigma (Part One) - 6:41
2. Fugue - 1:56
3. The Endless Enigma (Part Two) - 2:03
4. From the Beginning - 4:16
5. The Sheriff - 3:22
6. Hoedown - 3:47
7. Trilogy - 8:54
8. Living Sin - 3:13
9. Abaddon's Bolero - 8:08

## Учасники запису
- Кіт Емерсон — орган, синтезатор, фортепіано, челеста, клавішні, орган Гаммонда, синтезатор Муґа
- Ґреґ Лейк — акустична гітара, бас-гітара, електрогітара, вокал
- Карл Палмер — перкусія, ударні